# Cashman Crags
Die Cashman Crags sind zwei 1500 m hohe Berggipfel auf der antarktischen Ross-Insel. Sie ragen 1 km südwestlich der Hoopers Shoulder am Westhang des Mount Erebus auf.
Das Advisory Committee on Antarctic Names benannte sie im Jahr 2000 auf Vorschlag des neuseeländischen Geochemikers Philip Raymond Kyle. Namensgeberin ist die US-amerikanische Vulkanologin Katherine Venable Cashman (* 1954), die als Fulbright-Stipendiatin der Victoria University of Wellington im Rahmen des United States Antarctic Program von 1978 bis 1979 am Mount Erebus tätig war und diese Arbeiten zwischen 1988 und 1989 fortsetzte.